# یوهان مارتین
یوهان مارتین (استونیایی: Johann Martin; ۲ ژانویهٔ ۱۸۹۳ – ۲۱ دسامبر ۱۹۵۹) ورزشکار پرش با نیزه اهل استونی بود.
وی در مسابقات پرش با نیزه دومیدانی بازی‌های المپیک تابستانی ۱۹۱۲ و بازی‌های المپیک تابستانی ۱۹۲۰ شرکت کرده بود.